# 도도한 나쵸
도도한 나쵸는 오리온에서 판매하는 과자이다. 본래는 도리토스를 펩시코와의 합작사에서 라이센스 생산했으나 결별로 인해 썬칩은 태양의 맛 썬으로, 도리토스는 도도한 나쵸로, 치토스는 투니스로 바꾸었다.

## 같이 보기
- 도리토스
- 오리온